# Mariánské náměstí (Štětín)
Mariánské náměstí (polsky plac Mariacki, německy Marienplatz) je malé náměstí ve tvaru obdélníku, které se nachází na štětínském sídlišti Staré Město, ve čtvrti Śródmieście.

## Dějiny
V roce 1480 bylo zmíněno náměstí zvané des domes Kerkhof, které se nacházelo vedle Mariánského kostela.
Během bouře 9. července 1789 byla budova kostela zasažena bleskem, který způsobil požár. Přeživší zdi kostela byly zbořeny v roce 1829 a 3. srpna 1830 byly zahájeny práce spojené s výstavbou budovy Mariánského gymnázia (německy Marienstiftgymnasium). Budova byla postavena na severní straně náměstí. Na jižní straně byly postaveny činžovní domy a budova, kde se narodila princezna Sophie Friederike Auguste von Anhalt-Zerbst, pozdější carevna Kateřina II. Veliká. Ve 20. letech 20. století byla tato budova sídlem krajského úřadu Randow (německy Landratsamt des Kreis Randow) a krajská spořitelna (německy Sparkasse des Kreis Randow) byla umístěna v sousedním činžovním domě na Mariánském náměstí 4. V roce 1930 byla před úřadem otevřena čerpací stanice.
6. ledna 1944 byla oblast náměstí bombardována. Po druhé světové válce byla vyhořelá budova Mariánského gymnázia rekonstruovaná. Z jižního průčelí náměstí přežily v deformovaném tvaru pouze dvě budovy: bývalý krajský úřad na rohu s Farnou ulicí a sousední nájemní dům č. 4.

## Významné budovy a objekty
- Původní sídlo krajského úřadu Randow, rodiště Kateřiny II. Veliké
- Nájemní dům původní krajské spořitelní (Mariánské náměstí č. 1)
- 9. lyceum, původní Mariánské gymnázium (Mariánské náměstí č. 4)

## Galerie

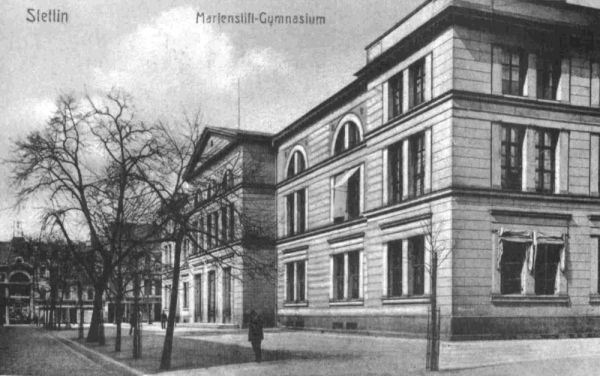
Mariánské náměstí před druhou světovou válkou
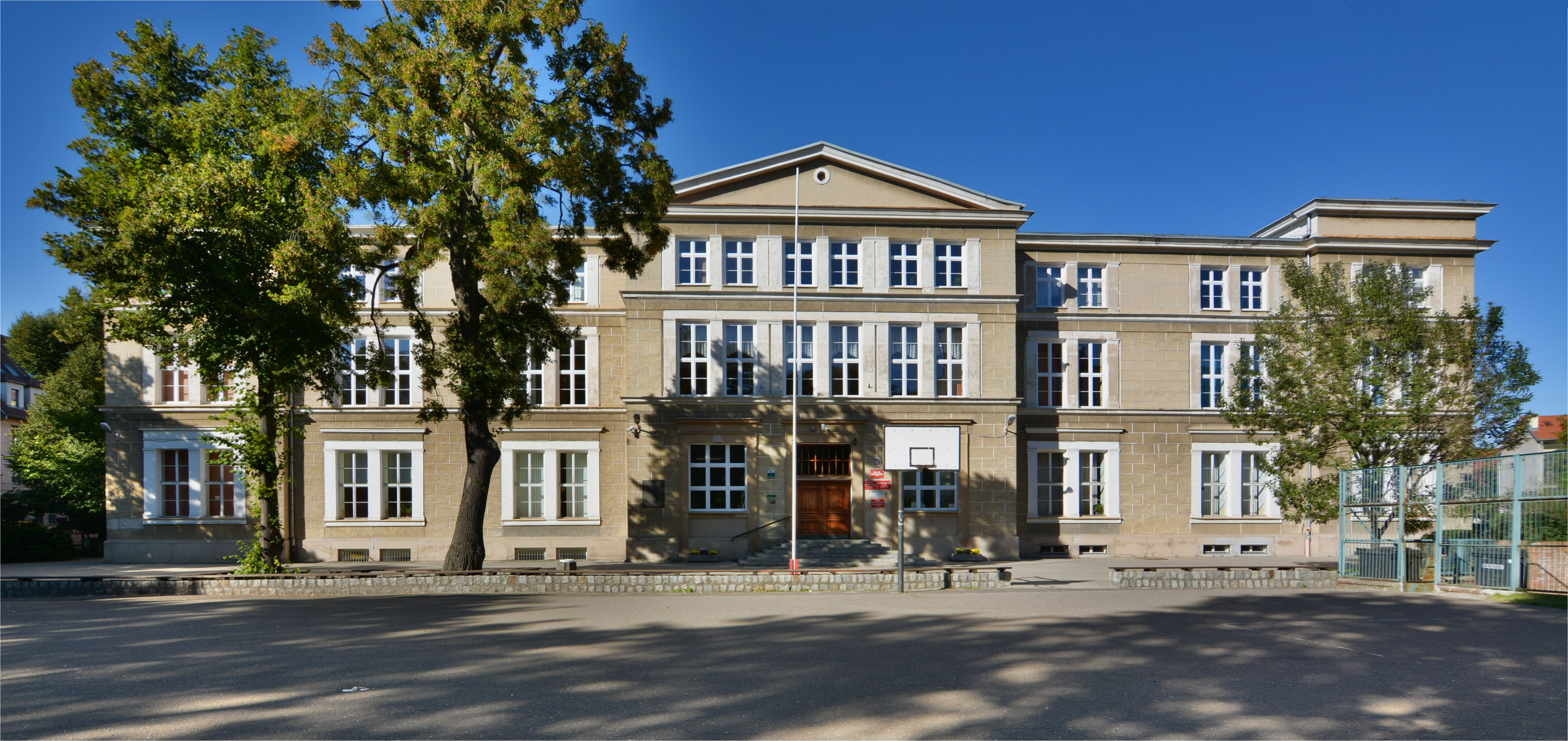
9. lyceum, Mariánské náměstí č. 1
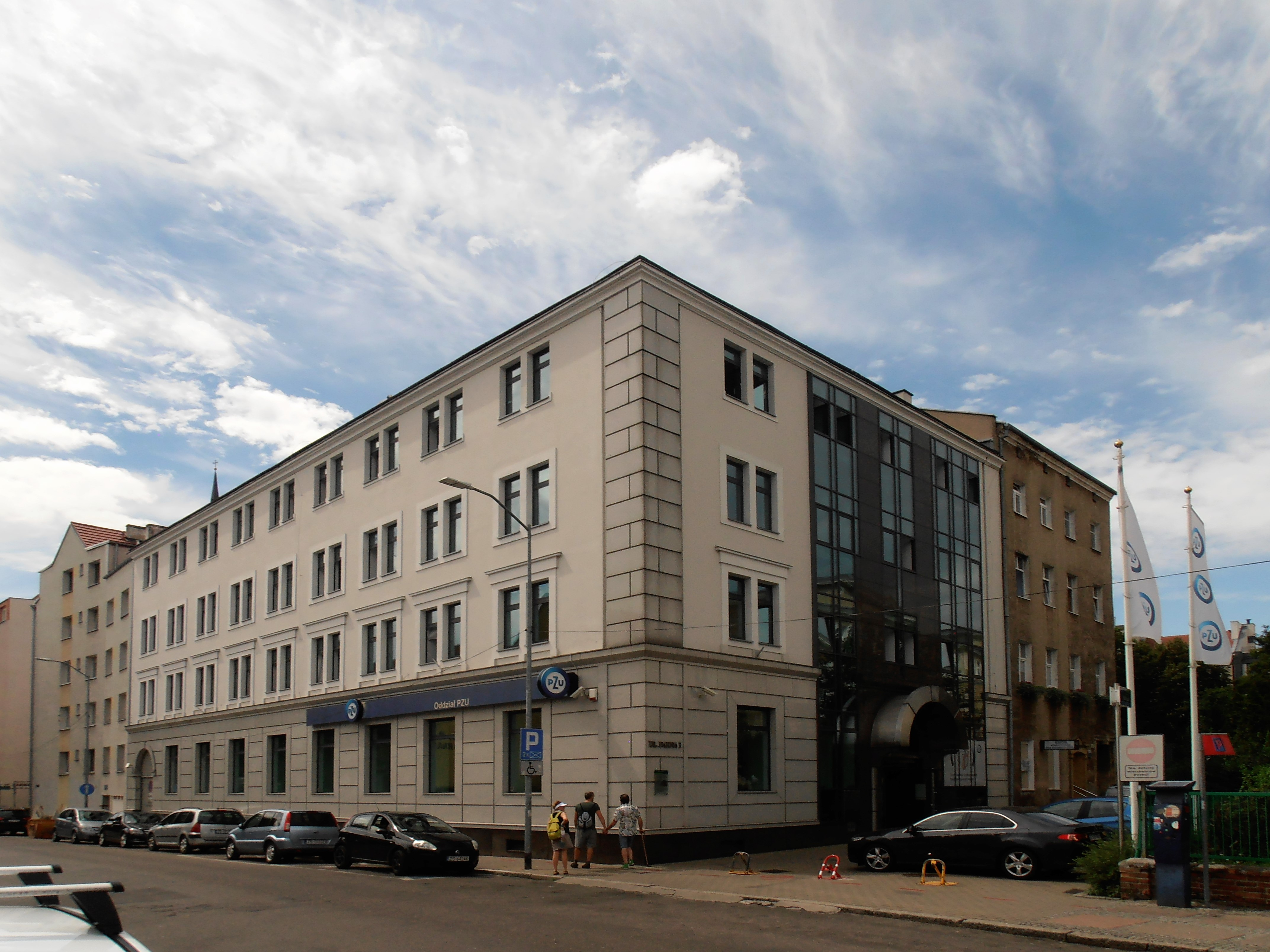
Jižní průčelí náměstí: zleva bývalý krajský úřad v ulici Farné 1 (nyní PZU) a činžovní dům č. 4
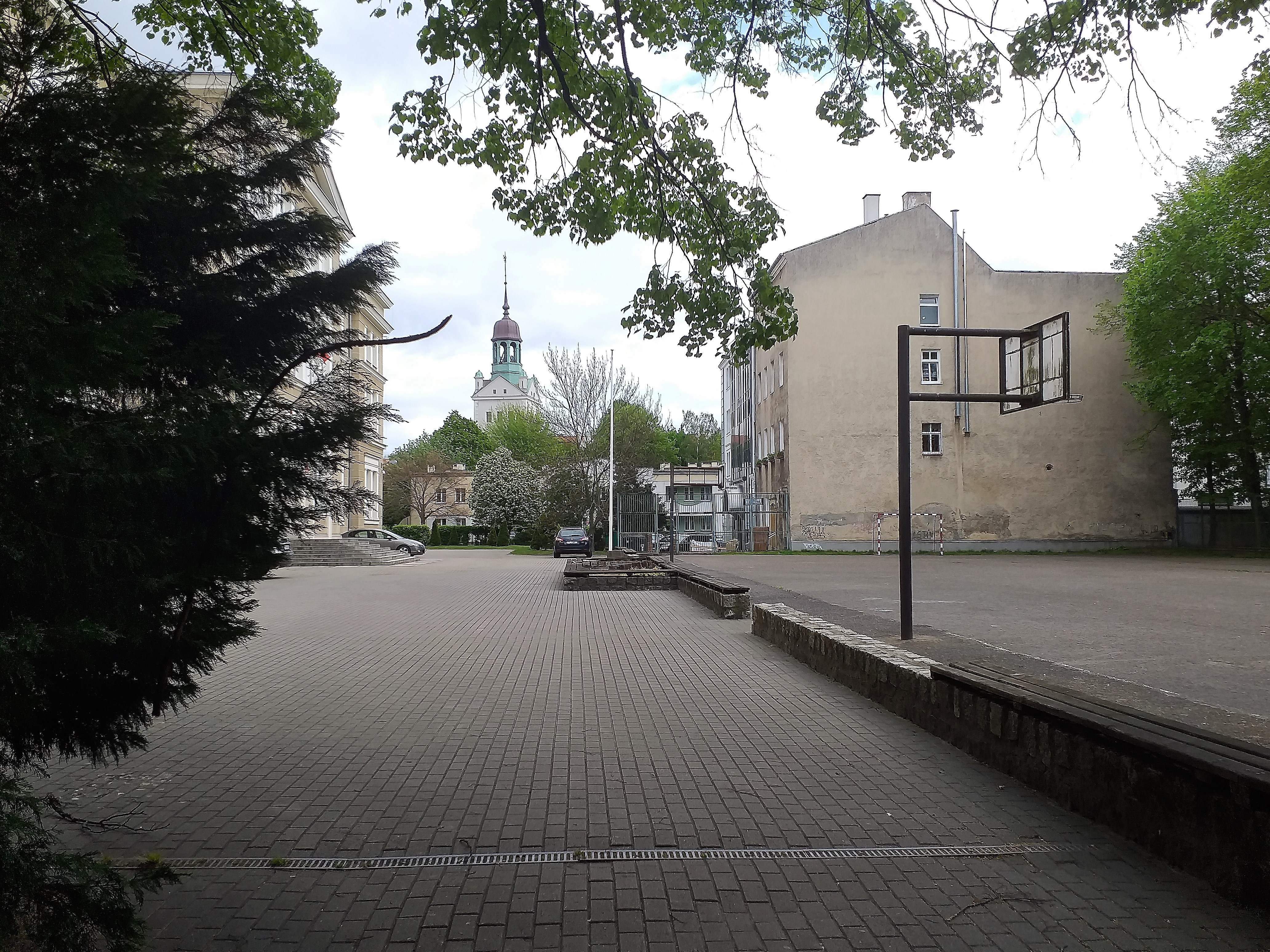
Školní hřiště v místě činžovních domů a západní části náměstí